# I Send a Message
I Send a Message es el duodécimo disco sencillo del grupo australiano de rock INXS, el segundo desprendido de su cuarto álbum de estudio The Swing, y fue publicado el 12 de marzo de 1984. La canción fue escrita por Michael Hutchence y Andrew Farriss, y producida por Nick Launay.
I Send a Message alcanzó el número 3 en las Listas musicales de Australia. También alcanzó el número 18 en las listas de sencillos de Nueva Zelanda, el número 18 en el Billboard norteamericano Dance Music/Club Play Singles y en el número 77 del Billboard Hot 100. El video musical fue dirigido por Yamamoto San y filmado en Tokio en el templo budista más antiguo de la ciudad.
En los Countdown Music Awards de 1984 , la canción fue nominada a mejor sencillo australiano.

## Formatos[8]
En disco de vinilo de 7"
7 pulgadas 1984. WEA 7-259620 /. WEA P-1864 . Mercury Records 822 007-7 //. Mercury Records PH2 . Atco Records 7-99731 . Atco Records 79-97317 
| Lado A |                    |                                    |          |  |
| N.º    | Título             | Escritor(es)                       | Duración |  |
| 1.     | «I Send a Message» | Andrew Farriss y Michael Hutchence | 3:20     |  |

| Lado B |              |                |          |  |
| N.º    | Título       | Escritor(es)   | Duración |  |
| 1.     | «Mechanical» | Andrew Farriss | 4:36     |  |

7 pulgadas marzo de 1984 Mercury Records 880 243-7 
| Lado A |                    |                                    |          |  |
| N.º    | Título             | Escritor(es)                       | Duración |  |
| 1.     | «I Send a Message» | Andrew Farriss y Michael Hutchence | 3:20     |  |

| Lado B |                        |                                    |          |  |
| N.º    | Título                 | Escritor(es)                       | Duración |  |
| 1.     | «Burn for You» (Remix) | Andrew Farriss y Michael Hutchence | 3:38     |  |

7 pulgadas 1985 Mercury Records 	00 00110  Envio Un Mensaje
| Lado A |                                       |                                    |          |  |
| N.º    | Título                                | Escritor(es)                       | Duración |  |
| 1.     | «Envío Un Mensaje = I Send A Message» | Andrew Farriss y Michael Hutchence | 3:21     |  |

| Lado B |                                       |                                                |          |  |
| N.º    | Título                                | Escritor(es)                                   | Duración |  |
| 1.     | «Afronta El Cambio = Face the Change» | Jon Farriss, Michael Hutchence y Kirk Pengilly | 3:33     |  |

En disco de vinilo de 12"
12 pulgadas marzo de 1984 Mercury Records 880 243-1  I Send a Message
| Lado A |                                     |                                    |          |  |
| N.º    | Título                              | Escritor(es)                       | Duración |  |
| 1.     | «I Send a Message» (Extended Remix) | Andrew Farriss y Michael Hutchence | 5:02     |  |

| Lado B |                              |                                    |          |  |
| N.º    | Título                       | Escritor(es)                       | Duración |  |
| 1.     | «Burn for You» (Remix)       | Andrew Farriss y Michael Hutchence | 4:26     |  |
| 2.     | «Johnson's Aeroplane» (Live) | Andrew Farriss                     | 3:54     |  |

12 pulgadas marzo de 1984 Mercury Records 880 187-1  I Send a Message
| Lado A |                                     |                                    |          |  |
| N.º    | Título                              | Escritor(es)                       | Duración |  |
| 1.     | «I Send a Message» (Extended Remix) | Andrew Farriss y Michael Hutchence | 5:02     |  |

| Lado B |              |                |          |  |
| N.º    | Título       | Escritor(es)   | Duración |  |
| 1.     | «Mechanical» | Andrew Farriss | 4:36     |  |